# 彭多夫
彭多夫是奥地利上奥地利州弗克拉布鲁克县的一个市镇。总面积51平方公里，总人口2269人，人口密度44.5人/平方公里（2005年）。